# Kerstin Brätsch
Kerstin Brätsch (* 1979 in Hamburg) ist eine deutsche Künstlerin und Professorin für Freie Malerei.

## Leben
Kerstin Brätsch begann ihre künstlerische Ausbildung 2001 an der Universität der Künste Berlin, wo sie 2008 als Meisterschülerin bei Lothar Baumgarten ihren Abschluss machte. Kerstin Brätsch erhielt 2004 ein Stipendium der Studienstiftung des deutschen Volkes, gefolgt von einem Fulbright-Stipendium im Jahr 2006, mit dem sie an der Columbia University in New York City studierte.
Brätsch war 2013 als Gastkritikerin an der MFA Columbia University School of Arts, New York, tätig und hatte 2014 eine Gastprofessur an der Akademie der Bildenden Künste München inne. 2015 war sie Gastkritikerin an der School of the Art Institute of Chicago. 2017 übernahm sie eine Gastprofessur an der Hochschule für Bildende Künste Hamburg. Im Jahr 2020 war sie erstmals als Vertretungsprofessorin an der Akademie der Bildenden Künste Nürnberg tätig. Seit dem Wintersemester 24/25 trat sie die Nachfolge der Professur von Jutta Koether an der Hochschule für Bildende Künste Hamburg an.

## Werk
Kerstin Brätsch gründete 2007 mit Adele Röder das Projekt DAS INSTITUT. Größere Bekanntheit erlangte das Projekt 2009 mit einer Ausstellung im Swiss Institute in New York. Brätsch und Röder beschäftigen sich mit Modeaccessoires, Gebrauchsgegenständen und Bühnenkulissen, die sie in ihren Arbeiten neu interpretieren. Ihre Kunststücke werden als Werbemittel oder Designobjekte weiterverarbeitet und teils vervielfältigt. Dabei steht nicht die Originalität im Vordergrund, sondern die ständige Neuschöpfung und Transformation der Werke.
Seit 2010 arbeitet Brätsch zudem mit Debo Eilers unter dem Namen KAYA zusammen. Ihr gemeinsames Werk umfasst Öl-auf-Mylar-Gemälde, die sie für verschiedene Ausstellungs- und Performanceserien gestalten. Kaya überbrückt die Grenzen zwischen Bildhauerei und Malerei, indem bestehende Werke umgestaltet und weiterentwickelt werden.
2023 realisierte Brätsch die künstlerische Intervention Mimikry, mit der sie die Caféräume des Fridericianum (Kassel) in Kassel belebt. Die Installation soll bis zur documenta 2027 bestehen bleiben.
Ab Mitte März 2025 widmet das Munch-Museum Oslo ihr die Ausstellung MƎTAATEM.

## Ausstellungen (Auswahl)
Einzelausstellungen
- 2011: Kerstin Brätsch & Das Institut, Deste Foundation, Centre for Contemporary Art, Athen
- 2010: Nichts, nichts! Und zehn Jahre Arbeit, Kölnischer Kunstverein, Köln
- 2009: BUYBRÄTSCHWÖRSTGHOSTS – Hermes und der Pfau, Stuttgart
- 2025: METAATEM, Munch-Museum, Oslo

Gruppenausstellungen
- Looking back for the future, Kunsthalle Zürich
- Blocked Radiants Sunbathed, Halle für Kunst Lüneburg
- I surrender – Devening projects + Editions, Chicago
- Greater New York 2010 P.S.1. MoMA, Long Island
- Vorahnung Kunsthalle Zürich
- 54th Biennale di Venezia, Venedig

mit KAYA
- 2024: Zwischen Pixel und Pigment Hybride Malerei im postdigitalen Zeitalter, Marta Herford, Herford
- 2023: Museum Brandhorst, München,
- 2023: Antenna Space, Shanghai, China
- 2018: Haus der Kunst, München
- 2017: Whitney Biennial, New York
- 2016: Museum Moderner Kunst Stiftung Ludwig Wien, Wien
- 2015: Kunsthaus Bregenz, Bregenz
- 2015: MWoods, Peking
- 2013: 47 Canal, New York

## Auszeichnungen (Auswahl)
- 2012: Kunstpreis der Böttcherstraße in Bremen[2]
- 2014: Kunstpreis der Stadt Nordhorn August-Macke-Preis[12]
- 2017: Edvard-Munch-Preis, Oslo, Norwegen[13]
- 2021: Peill Preis der Günther-Peill-Stiftung[14]
- 2022: Rosenthal Family Foundation Award in Art, American Academy of Arts and Letters, New York, USA[15]

## Veröffentlichung
- mit Adele Röder: DAS INSTITUT. Hrsg.: Julia Peyton-Jones, Hans Ulrich Obrist. Koenig Books, London 2016, ISBN 978-3-86335-909-6, S. 236.
- Bettina Funke (Hrsg.): Para Psychics: to the Mother. Verlag der Buchhandlung Walther und Franz König, Köln 2022, ISBN 978-3-7533-0297-3, S. 239.